# Chime (jeu vidéo)
Chime est un jeu vidéo de puzzle et de rythme développé par Zoë Mode et édité par Valcon Games en 2010 sur Xbox Live Arcade, PlayStation Network et Windows.

## Accueil
- Gameblog : 8/10[1]
- IGN : 8/10[2]
- PC Gamer : 73 %[3]